# Enric Casasses i Figueres
|  | Per a altres significats, vegeu «Enric Casassas». |

Enric Casasses i Figueres   (Barcelona, 9 de març de 1951) és un poeta i traductor català. També destaca en altres gèneres com l'assaig, l'assaig poètic, el periodisme, el drama i la narrativa. El seu nom de ploma és simplement Enric Casasses, tot i que de vegades també firma amb algun pseudònim. El 2020 fou guardonat amb el Premi d'Honor de les Lletres Catalanes

## Dades biogràfiques
Fill del químic i poeta Enric Casassas i Simó i de la també química Pepita Figueras i Cros, germà de la traductora Anna Casassas i de la dissenyadora gràfica Maria Casassas, net del pedagog Enric Casassas i Cantó, es va criar principalment entre Barcelona i l'Escala, d'on prové la mare.
Ha portat una vida molt nòmada: ha viscut a Barcelona, l'Escala, Tenerife, Montpeller, Nottingham, Llucmaçanes, Berlín i finalment, el 1997, tornà a Barcelona.

## Obra

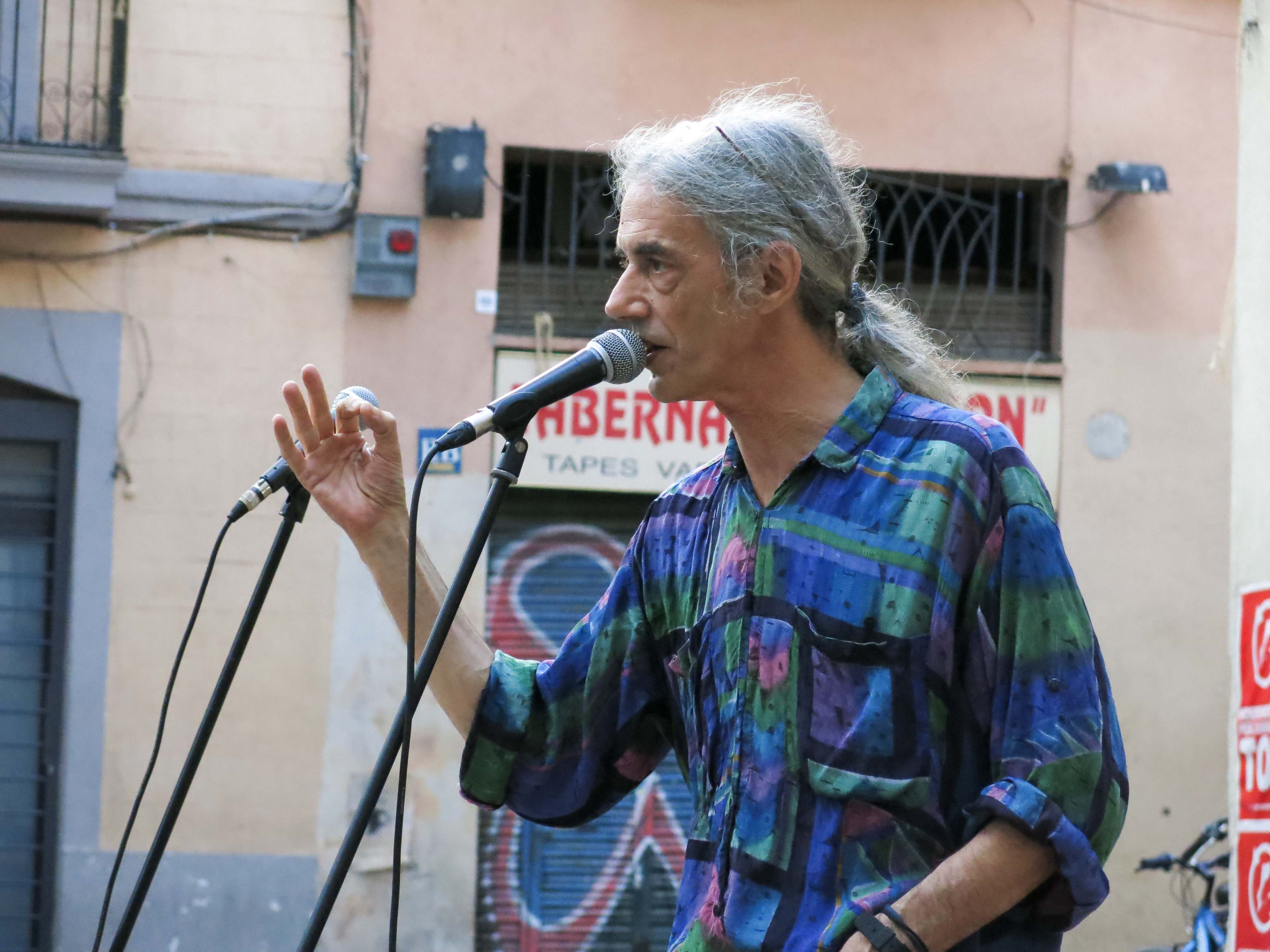
Enric Casasses i Figueres

Els seus primers llibres daten de principis dels 70, i amb el temps ha anat assolint reconeixement dins el panorama poètic català. A la pàgina de la Biblioteca Virtual de Joan Lluís Vives, se'n fa aquesta valoració: "és un dels més interessants innovadors de la creació poètica dels últims anys. Compta amb una producció molt heterogènia i extensa, en la qual ha sabut adaptar a les seues necessitats expressives, de manera original, influències literàries tan dispars com la poesia medieval i el vers lliure. Actualment es troba experimentant amb formes inventades."
La seva obra es pot considerar transgressora, mentre que els seus espectaculars recitals han contribuït a la vivència de la poesia fora dels llibres. Es caracteritza per utilitzar una poesia molt sonora, jugant amb els fonemes. Normalment les seves creacions parteixen d'una idea concreta per transformar-la i donar-li una visió particular.
Mostra influències molt heterogènies; de la poesia medieval al surrealisme, passant pel renaixement i el barroc; el crític Manuel Guerrero i Brullet el considera hereu "del verb poderós d'autors com Salvat-Papasseit, Foix, Joan Brossa i Cuervo, Vinyoli o Ferrater". El mateix Casasses s'ha confessat tributari i admirador d'autors com Víctor Català, Mercè Rodoreda o Fages de Climent.
El seu primer llibre, titulat La bragueta encallada, el publica el 1973. Durant els anys següents segueix escrivint, però no és fins al 1991 que publica la seva segona obra, titulada La cosa aquella, que rep el premi Crítica Serra d'Or. El 1993, l'obra No hi érem rep el Premi de la Crítica de poesia catalana. És aleshores quan comença a assolir més fama.
Cal tenir en compte, també, obres escrites en prosa, que són reculls de col·laboracions en diaris o altres publicacions, encara que també s'hi incorporen textos inèdits. És el cas de "El poble del costat". La força dels textos, tant pel que s'hi diu com per com es diu, colpeix el lector.
Algunes de les publicacions on col·labora o ha col·laborat són les revistes artesanals Foragitats. Art i poesia (del col·lectiu foragitats per dintre) i Pèl capell, exili interior (Calonge de Mallorca i Barcelona), entre d'altres.
L'any 2012 fou guardonat amb el Premi Nacional de Literatura, concedit per la Generalitat de Catalunya. El jurat en destacà la contribució decisiva a renovar i a enriquir el panorama de la lírica catalana contemporània.
L'abril de 2024 el 'Quadern' d'El País va destacar Uh entre les cinquanta millors obres en català dels últims cinquanta anys.

## Publicacions
Relació no exhaustiva i en constant creixement.

### Poesia
- La bragueta encallada (Maó: Druïda, 1972)
- La cosa aquella, seguit de Sense trofeu i Text llest (Maó: Druïda, 1982 i Barcelona: Empúries 1991) - Premi Crítica Serra d'Or 1992
- La cosa aquella, edició manuscrita facsímil bilingüe (castellà-català) amb dibuixos de l'autor, traducció de Marta Noguer Ferrer i Carlos Guzmán Moncada (Guadalajara, Jalisco, Mèxic: Arlequín, 2004)
- Tots a casa al carrer, Col·lecció poesia de paper 15 (Palma: Universitat de les Illes Balears, 1992)
- No hi érem. Sèrie negra de sonets moderns (Barcelona: Empúries, 1993; Barcelona: LaButxaca 2009) - premi Crítica de poesia catalana 1994
- Començament dels començaments i ocasió de les ocasions (Barcelona: Empúries, 1994 i 2007)
- Desfà els grumolls (València: Tres i Quatre, 1994)
- Calç. Àlbum de poesia d'un instant i alhora il·lustrada (Barcelona: Proa, 1996 i 2005) - Premi Carles Riba 1995
- Els nous cent consells del consell de cent (Barcelona: Cave Canis, 1996)
- Uh, amb il·lustracions de la Stella Hagemann (Aiguafreda: Associació Cultural Container 1997 i Lleida: Pagès Editors, 2007)
- De la nota del preu del sopar del mosso (Barcelona: Edicions el Khan, 1998)
- Coltells (Gaüses: Llibres del Segle, 1998 i 1999)
- Plaça Raspall, poema en set cants (Barcelona: Edicions 62, 1998) - Premi Ciutat de Palma de poesia 1999
- sub dos (Sant Martí de Centelles: Associació Cultural Container, 1999)
- Canaris fosforescents (Barcelona: Empúries, 2001)
  - Versió dels Canaris en ucraïnès: Енрік Казасес Фіґерес, «Фосфоресцентні канарки» (Ternòpill: Krok / Видавництво Крок, 2013)
- Que dormim? (Barcelona: Empúries, 2002)
- Descalç. Ljubljana-Barcelona, El taller de Poesia 53 (Vic: Emboscall, 2002 i 2004)
- Urtx, amb pròleg de Joan Josep Camacho Grau, il·lustrat, compost i imprès per Miquel Plana (Olot: Miquel Plana Arxivat 2015-04-08 a Wayback Machine., 2006)
- Salomó. Poema per a nens, il·lustracions de la Leticia Feduchi Escario (Barcelona: Cruïlla, 2004)
- Cançons d'amor i de revolució, llibre penjat a internet, a la pàgina de Transports Ciberians Arxivat 2007-10-27 a Wayback Machine. (2007)
- Nosaltres i els agermanats, llibre d'artista, amb poesia d'Enric Casasses, fotos i obres de Perejaume i música de Pascal Comelade (Barcelona: Tinta Invisible, 2009, edició limitada)
- Històries d'animals, tretze, il·lustracions de Stella Hagemann. Col·lecció Cuca de Suro, poesia per a infants de 0 a 100 anys (Palma: Documenta Balear, 2010)
- Bes nagana [Без нагана] (Barcelona: Edicions de 1984, 2011)
- A la panxa del poema en prosa que no hi neva ni hi plou (Barcelona: Tria Llibres, 2013)
- T'hi sé (Edicions de 1984, 2013)
- Diari d'Escània i Univers endins (2013), llibre doble, meitat dietari, meitat poema llarg - vegeu més avall sota narrativa.
- Intent de comentar-hi el poema d'en Joan Maragall (Bellcaire d'Empordà: Vitel·la, 2014) - comentari en vers[8]
- De la nota del preu del sopar del mosso (Granollers: Terrícola, 2015)[9]
- El nus la flor (Barcelona: Poncianes, 2018,[10] Premi de la Crítica Catalana de poesia 2018[11] i Premi Lletra d'Or, ISBN 9788472268289)
- Assagets  (Barcelona: Associació Joan Ponç, 2020) - tres assajos en vers, dedicats a Paganini, Gaudí, i Josep Blanch i Reynalt. Amb dibuixos i fotos de l'autor, i altres imatges.
- Soliloquis de nyigui-nyogui (Barcelona: Edicions 62, 2021) - recull de tots els poemes narratius i discursius publicats fins a la data, amb els textos fixats de nou i amb fragments recuperats, més dos poemes inèdits.[12][13][14]
- A la raó (Barcelona:Edicions 62, 2024)
- La policia irà de bòlit (Barcelona: Documents Documenta, 2025)
- Petits poemes (Vilanova i la Geltrú: El Cep i la Nansa, 2025)

### Antologat com a poeta a
- Treći Trg. Časopis za Književnost. Katalanska Književnost - núm. especial de la revista sèrbia, antologia de literatura catalana en serbi, amb CD de la poesia recitada i acompanyada de música (Belgrad: Treći Trg, No. 13-14 en col·laboració amb Institut Ramon Llull i Tarragona 2016, 2009), venut a Catalunya amb la revista literària Pèl capell, exili interior, No. 12, "Literatura sèrbia", 2009
- Каталонська поезія: Естер Шарґай, Енрік Казасес, Бланка Ллюм Відал, Карлес Ак Мор / Poesia catalana: Ester Xargay, Enric Casasses, Blanca Llum Vidal, Carles Hac Mor, antologia bilingüe ucraïnès-català publicada en ocasió de la gira poètica d'aquests escriptors per Ucraïna el 2009. Traduccions d'Andríi Antonovskyi i Catalina Girona. (Lviv: Halyna Pytuliak, Ternópill: Krok Edicions i Institut Ramon Llull, 2010
- etc.

### Narrativa / assaig
- El poble del costat, Empúries Narrativa 27 (Barcelona: Empúries, 1993 i 2008)
- 13 articles epicurians: La foneria i el paperer edició artesanal limitada (Barcelona: Roure, 2008)
- Diari d'Escània i Univers endins, Empúries Narrativa 431 (Bcn: Editorial Empúries, 2013) - és una meitat narrativa, i una altra un poema llarg, tots dos escrits l'estiu del 1980 a Escània, al sud de Suècia.[15][16]
- Assagets  (2020) - tres assajos en vers - vegeu a dalt sota poesia.
- Marramaus (Barcelona: Empúries, 2023).[17]
- Notícia de la poesia catalana (Barcelona: Empúries, 2024)

### Narrativa infantil
- L'amor de les tres mil taronges: història d'una reina que tenia la grip (L'Hospitalet de Llobregat: Enric Casasses, 1983)
- Històries d'animals, tretze (2010) - poesia infantil - vegeu més amunt sota poesia.
- Salomó - poesia infantil - vegeu més amunt sota poesia.

### Dramatúrgia
- Do'm, drama en tres actes. Amb il·lustracions de l'autor i de la Stella Hagemann. (Barcelona: RE&MA, 2003, Girona: Accent, 2008). L'obra es va estrenar a la Sala Beckett de Barcelona el 2003.
- Monòleg del perdó (samizdat 2004) - obra escrita expressament per a la Laia de Mendoza, estrenat a Girona el 2004 i representat a l'Espai Brossa de Barcelona el 2005.

### Traduccions
- El paràsit, d'Arthur Conan Doyle (València: Tres i Quatre, 1991)
- El presoner de Zenda, de Anthony Hope Hawkins. Col·lecció «El Grill» (València: Tres i Quatre, 1992)
- El club dels suïcides, de Robert Louis Stevenson (València: Tres i Quatre, 1993)
- Pascal Comelade i la seva orquestra d'instruments de joguina, catàleg de l'exposició, algunes parts traduïdes per l'ECF (Barcelona: KRTU, ACTAR, GenCat, 2003)
- PROPOSTA 2003. festival internacional de poesies + polipoesies, catàleg del festival, traduccions de l'ECF i d'altres (Barcelona: Projectes Poètics Sense Títol - propost.org: 2003)
- Milton, un poema, de William Blake, edició bilingüe (Barcelona: Quaderns Crema, 2004)
- La bella dorment, de Ross McDonald (Barcelona:Edicions 62, 2009)
- Enric de Kleist. Sobre el teatre de marionetes (Über das Marionettentheater), un relat que va aparèixer del 12 al 15 de desembre del 1810 al diari Berliner Abendblätter. Traduït per MSdM (Mireia Soler), ECF (Enric Casasses Figueres) i StH (Stella Hagemann). Dibuixat per Stella Hagemann. (Roure, 2010). Edició limitada. És un amè relat en forma d'una conversa entre 2 desconeguts, un d'ells marionetista, sobre el ballar de les marionetes i qüestions tan transcendentals com el seu deslliurament de les forces de la gravetat i la seva superioritat al moviment humà.
- Panorames de poemes, proses poètiques de Kenneth Patchen (Barcelona: Edicions Poncianes, 2015)
- El gobelet dels daus (Le cornet à dés, 1917), poesia de Max Jacob (Palma: Lleonard Muntaner, 2010, Premi Serra d'Or de traducció)[18]
- Visions infernals, proses poètiques de Max Jacob (Barcelona: Documents Documenta, 2023)

### Edicions literàries
Edicions a cura de l'autor:
- Juli Vallmitjana: La Xava, edició i pròleg d'Enric Casasses (Barcelona: Edicions de 1984, 2004)
- Francesc Pujols i Morgades: Llibre de conté les poesies d'en Francesc Pujols, amb un pròleg d'en Joan Maragall, amb epíleg d'Enric Casasses (Barcelona: Quaderns Crema, 2004)
- William Blake: Milton, postfaci i notes d'Enric Casasses (Barcelona: Quaderns Crema, 2004)
- Francesc Pujols i Morgades: La tardor barcelonina, a cura de Joaquim Auladell i Enric Casasses (Barcelona: Llibres de l'Índex, 2005)
- Juli Vallmitjana: De la raça que es perd, edició a cura d'Enric Casasses (Barcelona: Edicions de 1984, 2005)
- Eduard Girbal i Jaume: La tragèdia de cal Pere Llarg, edició i pròleg d'Enric Casasses (Barcelona: Edicions de 1984, 2006)
- Jacint Verdaguer: Perles. L'Amic i l'Amat. Càntics de Ramon Llull posats en vers, edició a cura d'Agnès Prats i Enric Casasses (Barcelona: Edicions 62, 2007)
- Juli Vallmitjana: Albi, edició d'Enric Casasses (Barcelona: Edicions de 1984, 2007)
- Jacint Verdaguer: Dimonis: apunts de Jacint Verdaguer (Folgueroles: Verdaguer, 2014)
- Kenneth Patchen: Panorames de poemes (Barcelona: Poncianes, 2015)
- Víctor Català: Lo cant dels mesos (L'Escala: Vitel·la, 2020)

### Poesia musicada i dita (CD, DVD)
- El pa de navegar, poemes, CD (i llibret) amb música de Manel Pagès, llibreta amb dibuixos de la Stella Hagemann (Zanfonia / Grup 62, 1999)
- La tonalitat de l'infinit, CD (i llibret) amb música de Feliu Gasull i lletra d'Enric Casasses, cantada per una coral de nens (Barcelona: Star Music, 2001)
- Canaris fosforescents / <MR.X>_ _ _</MR.X>, una mini òpera multimèdia. CD 1: l'Enric Casasses recita els seus Canaris fosforescents (v. el llibre); CD 2 (i llibret) de les obres interpretades / representades al Festival d'Òpera de Butxaca el 2002 al CCCB de Barcelona - text dels Canaris fosforescents. Música, idea i direcció: Jakob Draminsky Højmark (Copenhaguen, 1959); contratenor i actor: Xavier Sabata Corominas; violoncel: Michael Babinchak; text: Enric Casasses; vídeo escenografia i imatges: Jeanette Schou; i teclat, control de l'ordinador i manipulació en viu del sò (max/msp): Jakob Draminsky Højmark. Masteritzat per Marc Sardà; imatges del llibret extretes del vídeo documental realitzat per Josep M. Jordana; disseny i il·lustracions de Xavi Casadesús (Barcelona: G3G Records / eTEA i Enric Casasses, i Dinamarca: Multisounds, 2003)[19]
- La manera més salvatge, CD (i llibret) amb Pascal Comelade i els seus músics (Barcelona: Discmedi, 2006)
- Fem fems. Sebastià Roure, CD de poemes del poeta i pintor Sebastià Roure musicats (Roure Records 2009), un ‘disc d'amistat' que recull ‘poemes que el roure volia gravar musicats i que han estat obligadament fets sense la seva presència'. Hi participen Julius Name, Marc Valls, Àlex Miró, Agnès Prats, Stella Hagemann i Enric Casasses. Presentat a "La Papa", Poble Sec, Barcelona. Precedit per un cabaret del mateix tema al "Bar Elèctric" de Gràcia, Barcelona, el 2007, amb la participació dels a dalt esmentats més Elisenda Serrano. Vegeu el cartell a la web sense nom Arxivat 2008-12-10 a Wayback Machine..
- N'ix, amb Pascal Comelade i diversos músics, CD i DVD (i llibret) amb el concert de Sabadell, un documental i "diverses miniatures" per la televisió francesa (Barcelona: Discmedi Blau, 2011). Hi participen els músics: Ivan Telefunkez, Oriol Luna, Roger Fortea, Pep Pascual, Roger Aixut, Ivan Martínez, Roger Aforte, Laia Torrents, Olivier Marqués, Banda "Els Companys", de Ceret (el Vallespir), Gerard Meloux, Eddie Sonar i la Bel Canto Orquestra.
- Tira-li l'alè, amb música del grup de rock instrumental Triulet,[20] CD (Barcelona: Discmedi Blau, 2012). Hi participen els músics Miquel Ferrés, Gerard Rosich i Nicolas Bernard.
- Casassades d'en Porter. Boris i l'altra banda. Poemes d'Enric Casasses musicats per Boris Porter, amb la participació d'instrumentistes com Eduard Altaba, Diego Burlán, Ivan Lagarto, Sergi Porter i Boris Porter.[21]
- Sense pistola. Sobre poemes de Bes Nagana, d'Enric Casasses. Amb Arturo Gaya, Laia Oliveras, Kike Pellicer i Paco Prieto. Melodies: Arturo Gaya. Arranjaments: Kike Pellicer i Paco Prieto. Discmedi 2015.[22]

### Antologat en CD / DVD (com a poeta i/o rapsode)
- PEVB - Poesia en Viu a Barcelona (1991-2003) (Barcelona: Propost.org i Habitual Video Team (eds.), 2004).
- PROPOSTA 2000-2004. Festival Internacional de Poesies + Polipoesies [3 DVD] (Barcelona: Propost.org i Habitual Video Team (eds.) 2006).
- Poeta s e s, poesia musicada i recitada per Juan Crek (La Olla Expréss, 2006). Inclou poemes d'Enric Casasses, Ester Xargay, Carles Hac Mor, Eli Gras, Pau Riba, Elena Val, Víctor Nubla, Adela de Bara, i molts d'altres.

### Actor
- Cravan vs. Cravan, d'Isaki Lacuesta, música de Víctor Nubla amb una cançó de Pascal Comelade (2002). Apareix com a personatge (fent d'ell mateix / de mag), juntament amb en Carles Hac Mor, l'Ester Xargay, en Frank Nicotra, l'Eduardo Arroyo, la Maria Lluïsa Borràs, en Marcel Fleiss, la Marian Varela, l'Adelaida Frias Borràs, en Merlin Hollanden, en Bernard Heidsieck, en Juli Lorente, Le Cirque Perilleus, Le Diablo Mariachi, en Pierre Pilatte, l'Humberto Rivas i d'altres.
- Foc al càntir, de Frederic Amat (2001), amb guió original de Joan Brossa (1948). Amb l'Enric Casasses, l'Ariadna Cabrol, Hèctor Garcia, Teresa Gimpera, Blai Llopis, entre d'altres, i música de Carles Santos.

### Col·laboracions - Accions
L'Enric Casasses ha col·laborat en innombrables accions, recitals i projectes culturals, entre d'altres:
- Joc partit, recitals interactius amb la poeta casserrenca, Blanca Llum Vidal (2008 +)
- Pedra foguera, prologa aquesta antologia de joves poetes catalans i la presenta a diferents indrets dels Països Catalans (2008 +)
- Doce poetas catalanes del siglo XX, recitals de poesia catalana amb el poetà mexicà, Orlando Guillén, autor de les traduccions al castellà.[23]
- Poemas sin más - l'Enric recita «Poesía encadenada» al CD que ve amb aquest llibre (2008) de Yuri Mykhaylychenko, poeta ucraïnès-barceloní.[24]
- Serigrafia Psicòstasi editada per http://50x60art.blogspot.com/. Són 60 serigrafies signades i numerades per Enric Casasses.

## Premis i reconeixements
- Premi de la Crítica Serra d'Or (1991): La cosa aquella seguit de Sense trofeu i Text llest.
- Premi de la crítica de l'Associació de Crítics Espanyols (1993): No hi érem.
- Premi Carles Riba (1995): Calç.
- Premi Ausiàs March (1996): D'equivocar-se així.
- Primer Premi Contenidor (1997): Uh.
- Premi Ciutat de Palma Joan Alcover (1997): Plaça Raspall.
- Premi de la Crítica Serra d'Or de traducció (2011): El gobelet de daus, de Max Jacob.
- Premi Nacional de Cultura de Literatura (2012): Per la seva trajectòria.
- Premi Rosalía de Castro, PEN Clube de Galicia.[25]
- Premi de la Crítica Catalana de poesia (2019): El nus la flor.
- Premi Lletra d'Or (2019) al millor llibre publicat en llengua catalana: El nus la flor.[26]
- Premi d'Honor de les Lletres Catalanes (2020)[2]
- Premi Jaume Fuster de l'Associació d'Escriptors en Llengua Catalana[27]